# Афанасьева, Марина Робертовна
Мари́на Ро́бертовна Афана́сьева (род. 1 декабря 1955, Сталинград) — глава города Волжский Волгоградской области (с 26 октября 2009 по 8 сентября 2013 года). Член партии «Справедливая Россия». Член Совета Волгоградского регионального отделения партии «Справедливая Россия», председатель Совета Волжского отделения партии «Справедливая Россия».
До избрания на пост главы города Волжский работала учителем физкультуры в школе.Была депутатом от партии «Справедливая Россия» в Волжской городской Думе. В октябре 2009 г. Афанасьева с незначительным отрывом победила на выборах главы г. Волжский, опередив действовавшего на тот момент мэра города И. Н. Воронина, ранее в течение двух сроков возглавлявшего администрацию города.